# Actia interrupta
Actia interrupta là một loài ruồi trong họ Tachinidae.